# Люлька (піднімач)

Огляд будівельних робіт на вершині бетонної будівлі над будівельним риштуванням. Амстердам, Нідерланди

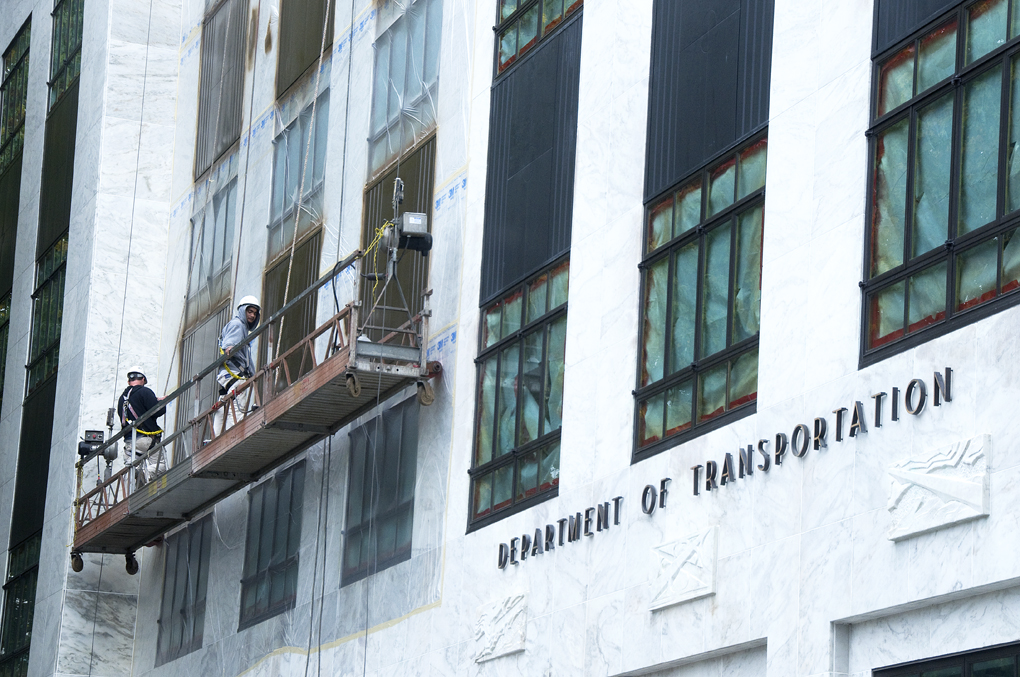
Робітники в люльці під час ремонту. Орегон, США

Лю́лька (рос. люлька; англ. cradle; нім. Hängegerüst n) — висячий поміст з бортами для піднімання інструменту, матеріалів, а також для праці вгорі. Вживаються у гірництві, будівництві, під час ремонтних і фарбувальних робіт.